# Vírus do topo em leque da bananeira

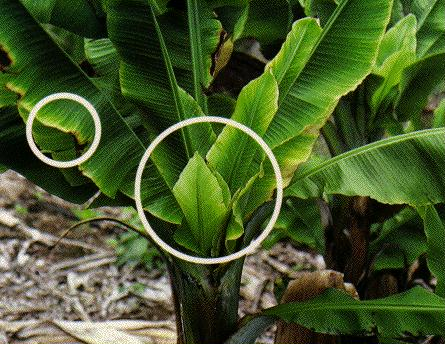
O vírus do topo da banana faz com que as novas folhas fiquem atrofiadas e "emaranhadas", enquanto as bordas das folhas são deformadas e amarelas

O vírus do topo em leque da bananeira (do inglês Banana bundley top virus - BBTV) é um vírus fitopatogênico da família Nanoviridae conhecido por infectar bananeiras e outras culturas. É transmitido por pulgões.

## Definição
O vírus do topo em leque da bananeira é uma doença viral causada por um vírus de DNA de fita simples chamado vírus banana bundley top (BBTV). Foi identificado pela primeira vez em Fiji, em 1879, e se espalhou pelo mundo desde então. Como muitos vírus, o BBTV recebeu o nome dos sintomas observados, onde as plantas infectadas são atrofiadas e têm folhas "emaranhadas" no topo. A doença é transmitida de planta a planta nas regiões tropicais do mundo por pulgões, pulgões de bananeira que também podem se alimentar de Heliconia e gengibre florido (da família Zingiberaceae), que é um fator importante no controle da doença . Não existem variedades resistentes, portanto, controlar a disseminação por vetores e materiais vegetais são os únicos métodos de manejo. Os sintomas incluem detectar qualquer aparência de planta deformada.

## Transmissão
Todos os babuvírus são transmitidos por pulgões, incluindo BBTV. Faltam informações sobre as interações vetor-vírus.

## Hospedeiro e sintomas
A doença do topo da banana afeta o fruto e a folhagem da banana e é causada por um vírus de DNA de fita simples, o vírus do topo da banana. O BBTV pode infectar espécies da família Musaceae, que inclui bananas, bananas, abaca e muito mais. Os pulgões também se alimentam de Helicônia e gengibre florido, que são cultivados nas mesmas regiões que as bananas e devem ser considerados no manejo da doença. É melhor estabelecer uma área de produção de banana onde esses hospedeiros alternativos não estejam presentes. Plantas de qualquer idade podem ser infectadas por esse vírus, mas algumas variedades de banana, incluindo a Cavendish, são mais suscetíveis ao vírus. Em áreas onde o vírus é menos comum, a doença geralmente se espalha pelo plantio de rebentos doentes no início da temporada, o que significa que a temporada começa com uma colheita doente.
O patógeno causa efeitos citopatológicos no tecido do floema, que é o dano das células hospedeiras causado pelo vírus. O dano causa muitos efeitos que ajudam a diagnosticar e caracterizar a doença. O nome da doença vem do sintoma que ocorre em plantas mais velhas, em que as folhas novas que são produzidas são mais estreitas que o normal, amareladas e achatadas, o que causa uma aparência “em cachos” no topo da árvore. Se alguma fruta for produzida, o que é incomum, ela será deformada. Além disso, um dos sintomas mais característicos são as “estrias em código Morse”, pois as células infectadas morrem e ficam mais claras, causando manchas e traços irregulares nas folhas, que são mais fáceis de ver quando o revestimento ceroso sobre o pecíolo é esfregado.

## Distribuição
A BBTV é uma doença disseminada nos trópicos e está presente no Sudeste Asiático, Filipinas, Taiwan, Oceania incluindo a maioria das ilhas do Pacífico Sul e Havaí, Paquistão (encontrado pela primeira vez em 1988, identificado pela primeira vez em 1991 ou 1992), Ásia Oriental, partes da Índia, e está invadindo a África Desde 2021. É especialmente problemático no leste da Ásia, Oceania e Havaí. Foi observado pela primeira vez no Havaí em 1989, e agora é difundido em Oahu, na área de Kona e em Kauai. Atualmente, a doença não está presente na América Central ou do Sul. O patógeno não está presente em todos os lugares onde as bananas são cultivadas, mas está presente na maioria das áreas onde o vetor também está presente. Esses pulgões são provavelmente nativos do Sudeste Asiático, mas estão presentes na maioria das áreas dos trópicos e em quase todos os lugares as bananas são cultivadas. A BBTV é disseminada para novas áreas por más práticas agrícolas e pode ser transmitida em material vegetal da família Musaceae, hospedeira do vírus.

## Ciclo da doença

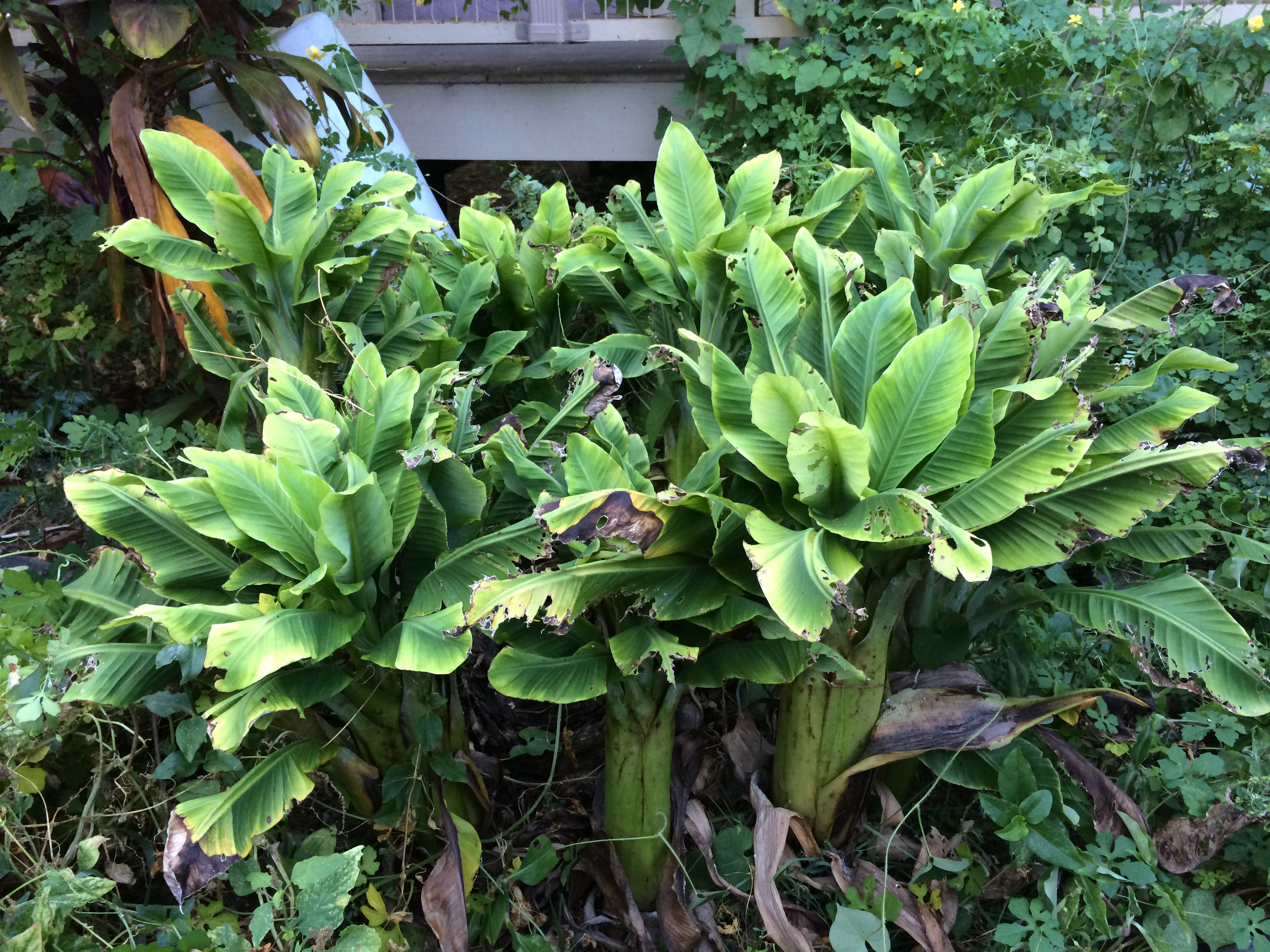
Uma bananeira afetada pelo BBTV

BBTV é o único membro do gênero Babuvirus na família Nanoviridae. O genoma do BBTV é composto de pelo menos seis componentes circulares de DNA de fita simples, cada um com cerca de 1 par de quilobase de comprimento. A replicação ocorre pela replicação em círculo rolante, uma replicação unidirecional do ácido nucleico que pode resultar na rápida síntese de fitas simples de DNA. Existem partículas semelhantes a vírus específicas que foram propostas como os vírions do BBTV, mas ainda existem discrepâncias no mundo científico sobre a relação exata entre esses vírions e o vírus de DNA de fita simples. No entanto, foi demonstrado que as moléculas de ssDNA associadas são transmitidas com a doença e, portanto, são designadas como patógeno.
Sabe-se que o pulgão da bananeira (Pentalonia nigronervosa) transmite o vírus de plantas infectadas para plantas sadias por meio da alimentação. Os pulgões se alimentam dos tecidos do floema da planta injetando seu estilete fino e flexível na epiderme do tecido da planta até atingir o floema das folhas. Em seguida, o pulgão injeta saliva e suga o conteúdo da célula. Esta ingestão de componentes virais é feita inadvertidamente pelo pulgão. A transmissão vetorial do BBTV é circulativa e não propagativa, o que significa que a transmissão do vírus ocorre de e para os tecidos do floema e o vírus não se replica no intestino médio do pulgão. A aquisição do vírus pelo pulgão da bananeira requer cerca de 18 horas de alimentação e, em seguida, o pulgão pode reter o vírus por aproximadamente duas semanas. A retransmissão deste vírus pode acontecer após apenas duas horas de alimentação em uma planta saudável, mas leva cerca de um mês para que os sintomas do BBTV apareçam após a infecção. Para infectar, o pulgão transportador pode se alimentar da bananeira por apenas 15 minutos, mas com mais frequência algumas horas, pois o tempo de alimentação mais longo aumentará as chances de transmissão.  As ventosas produzidas em plantas infectadas que normalmente seriam usadas para plantio na próxima estação também estarão doentes, que é uma maneira pela qual a doença pode se espalhar de ano para ano. Os pulgões da banana também têm a capacidade de se alimentar de Heliconia e gengibre florido; no entanto, esses hospedeiros alternativos do vetor afídeo não são hospedeiros do vírus. É importante ter em mente a capacidade dos pulgões da banana de se alimentarem de hospedeiros alternativos ao tentar controlar o vírus.

## Controle
Não existem variedades de banana resistentes ao BBTV, portanto, o método mais comum de controle é o controle químico dos vetores de pulgões. Outra maneira de ajudar a controlar o vírus é remover e destruir qualquer planta infectada antes que o vírus se espalhe, o que é uma prática conhecida como roguing. As quarentenas também são implementadas para impedir a importação de quaisquer materiais vegetais potencialmente infectados, incluindo um no Havaí que impede o movimento de qualquer coisa, exceto frutas, da ilha de Oahu para qualquer outra ilha, já que a BBTV é generalizada em Oahu. A fruta não costuma ser produzida em plantas infectadas, mas se for, a fruta ficará deformada, o que identifica facilmente se há algum vírus presente nas frutas para cumprir os regulamentos de quarentena. Como as bananas não são o único hospedeiro, os hospedeiros alternativos para o vírus e o pulgão também devem ser monitorados quanto à doença e pulverizados com pesticidas para controlar mais os pulgões. Ao plantar no início da temporada, o material de semente ou rebentos deve ser obtido de áreas livres de BBTV do mundo ou de culturas que são cultivadas e desenvolvidas para serem livres do vírus. Atualmente, há pesquisas em andamento sobre biopriming, ou indução de resistência sistêmica usando bactérias que vivem dentro do hospedeiro, mas não infectam.
O controle do BBTV é obtido matando os pulgões da banana e destruindo todo o material infectado. Primeiro, os pulgões devem ser mortos no material de banana infectado e, em seguida, todo o material vegetal deve ser destruído para evitar a propagação do vírus. As bananeiras infectadas podem ser pulverizadas com um inseticida como o Sevin para reduzir ou eliminar a população de pulgões, já que o controle dos vírus começa com o controle dos vetores. O departamento de agricultura, no entanto, obteve recentemente uma isenção da EPA para o pesticida Provado é um meio de controlar os pulgões que espalham a doença.

## Importância
A doença do topo em leque da banana é a doença viral mais grave da banana em todo o mundo. Plantas doentes raramente produzem frutos e, quando o fazem, os frutos são atrofiados e retorcidos. No entanto, no raro cenário em que uma planta doente produz frutos que atingem a maturidade, é comestível. A BBTD teve um enorme impacto na indústria da banana no Havaí e na Austrália e entre outras áreas do mundo. A doença foi vista pela primeira vez na ilha havaiana de Oahu, em 1989, e em 2002, apenas 13 anos depois, era uma doença importante em quatro das ilhas havaianas (Havaí, Oahu, Kauai e Maui). O movimento de BBTD foi facilitado principalmente pelo movimento humano de material vegetal doente e pulgões de banana de ilha para ilha. Na década de 1920, destruiu quase completamente a indústria de cultivo de banana na Austrália.
| Ilha  | Ano  | Mês      | Cidade            |
| ----- | ---- | -------- | ----------------- |
| Oahu  | 1989 | Julho    | Punaluu           |
| Havaí | 1995 | Outubro  | Kona do Norte     |
| Kauai | 1997 | Setembro | Cidade de Kilauea |
| Maui  | 2002 | dezembro | Pukalani          |

Embora o BBTV certamente tenha um enorme impacto na escala industrial da produção de banana, também pode ser devastador para os agricultores de subsistência que dependem de sua colheita para alimentar suas famílias e gerar renda. Os pequenos agricultores muitas vezes perdem a batalha árdua de lutar contra a BBTV em sua safra. Uma vez estabelecida, é muito difícil erradicar e controlar a doença. A dificuldade de erradicação é perpetuada por uma série de razões. Em primeiro lugar, a doença é causada por um vírus transmitido por vetor e esse vírus ainda não é completamente compreendido. Em segundo lugar, todas as bananas são suscetíveis à doença e nenhuma variedade resistente foi descoberta ou disponibilizada comercialmente. Por fim, os métodos de controle são bastante exigentes, incluindo tratamento químico para os vetores de pulgões, remoção de todo o tecido infectado (também conhecido como roguing), quarentena de plantas e monitoramento de locais alternativos de alimentação de vetores.